# Маменчизавр
Маменчизавр, маменхізавр, маменчізавр, маменьчизавр, (лат. Mamenchisaurus) — рід завроподних рослиноїдних динозаврів, відомих своїми надзвичайно довгими шиями, які становили майже половину загальної довжини їхнього тіла. Скам'янілості були винайдені в басейні Сичуань і провінції Юньнань в Китаї. Кілька видів походять з формації Верхнього Шаксімяо, геологічний вік якої не встановлено. M. sinocanadorum датується оксфордським віком (158,7—161,2 млн років тому), а M. anyuensis — аптським віком ранньої Крейди близько 114,4 млн років тому.
До роду віднесено багато видів, проте багато з них можуть бути сумнівними. Більшість видів були завроподами середнього та великого розміру, довжиною від 15 до 26 метрів і, можливо, до 35 метрів, судячи з двох неописаних хребців.

## Відкриття
Mamenchisaurus перекладається як «ящір з Маменчі». Це ім'я вид одержав за назвою місцевості в Китаї, де вперше були знайдені його скам'янілі останки.
Його відкрито 1952 року на будівельному майданчику шосе у Сичуані, Китай. Фрагментарний скелет був вивчений і названий (Mamenchisaurus constructus) у 1954 відомим китайським палеонтологом професором Янгом Чжунцзянем.
Перший відкритий вид (типовий вид) був 22 метри завдовжки, причому половину цієї довжини займала шия (11 метрів), що робило її найдовшою відомою шиєю на той час, якщо не за всі часи. Серед інших відкритих залишків було знайдено 19 хребців разом з довгими стержнями хребців. Вважається, що дорослі екземпляри могли досягати завдовжки 22—25 і навіть 26 метрів.
У 1987 році відкрито різні різновиди Mamenchisaurus hochuanensis з шиєю, яка, можливо, досягла аж 15 метрів завдовжки. У 1994 році в США було відкрито завропосейдона (Sauroposeidon) з шиєю, яка могла сягати 13,5—16 метрів завдовжки, тому точно невідомо хто з них був більш довгошиїм.

### Види
- Mamenchisaurus constructus Young, 1954 — голотип, що представлявся фрагментарним скелетом.
- M. hochuanensis Young & Zhao, 1972[3]: чотири фрагментарних скелети.
- M. sinocanadorum D. Russell & Zheng, 1993[4]: фрагментарний череп, ізольовані кістки. Він може бути найбільшим, до 26 метрів завдовжки.
- M. anyuensis He, Yang, Cai, Li & Liu, 1996[5]: в одному кар'єрі було знайдено щонайменше п'ять—шість особин. В другому — чотири особини.
- M. youngi Pi, Ou & Ye, 1996[6] — був викопаний у місті Зігонг провінції Сичуань, Китай, у 1989 році. Скам'янілий зразок 16 метрів завдовжки із 6,5-метровою шиєю, є відносно малим порівняно з іншими видами маменчизавра. Вид був названий на честь Янга.
- M. jingyanensis Zhang, Li & Zeng 1998[7]: два фрагментарних скелети.

## Опис
Наразі немає впевненості, що всі види, віднесені до Mamenchisaurus, належать до цього роду. Деякі види маменчизаврів відомі майже повністю, інші — фрагментарно. Види відрізняються за загальними розмірами та особливостями будови черепа і скелета, але мають типові риси завроподів, такі як чотириногість, велике тіло, маленька голова і довгий хвіст. Найбільш характерною особливістю маменчизаврів є надзвичайно довга шия, яка сягає половини їхньої загальної довжини.
Повні шиї відомі у M. youngi та M. hochuanensis, які складаються з 18 та 19 хребців відповідно. Шийні хребці маменчизавра видовжені, легкі та дуже пневматичні. Це дозволяло значно зменшити навантаження на м'язи шиї. Кожен шийний хребець мав на спинному боці два стержнеподібні вирости, які зміцнювали шию. Їхні плечі були дещо вищими за стегна.
Число хвостових хребців та чи закінчувався хвіст батогом невідомо. Шеврони починають розгалужуватися від 12 хребця. Голова маменчизавра була вищою та тупішою, а зуби міцнішими та більш ложкоподібними за зуби диплодокових.

## Класифікація
Маменчизавра іноді називають «сміттєвим таксоном», оскільки дослідники ставлять під сумнів кількість видів і фрагментарних решток, віднесених до цього роду. Рід погано визначений з дедалі заплутанішою таксономією, що ускладнює розуміння філогенетичних зв'язків. Кілька аналізів не змогли показати, що маменчизавр є монофілетичним, що вказує на необхідність проведення ревізії роду. Для кращого розуміння роду потрібні додаткові дослідження типового виду, M. constructus.
Коли M. constructus був вперше описаний, Янг зазначив, що кістки шевронів вказують на спорідненість з диплодоковими (Diplodocidae), але не був упевнений у точному філогенетичному положенні виду. У 1958 році Янг відніс маменчизавра до титанозаврів (у наші дні Lithostrotia). Після опису нового M. hochuanensis, Янг і Чжао створили родину маменчизаврові (Mamenchisauridae) в 1972 році. У 1978 році, коли ще не було відомо жодного черепа маменчизавра, Берман і Макінтош віднесли рід до диплодокових на основі схожих на диплодокоподібних хребетних особливостей, таких як вилочкові шеврони. У 1990 році Макінтош відніс маменчизавра до підродини Mamenchisaurinae, яка була поміщена в Diplodocidae.
Аналіз, проведений Апчерчем (1996), відніс маменчизавра до родини еухелопових (Euhelopodidae). Еухелопові, будучи названими першими, мали б пріоритет над маменчизавровими. Кілька пізніших аналізів показали, що еухелоп є більш віддалено пов'язаним з макронаріями (Macronaria), а маменчизавра та маменчизаврових — безпосередньо за межами Neosauropoda.
Секія у 2011 році та Мур з колегами у 2020 році розглядали M. constructus, M. hochuanensis, M. sinocandadorum та M. youngi окремо у своїх дослідженнях. Аналіз Мура та його колег показав, що статус M. constructus є нестабільним, ймовірно, через обмежену інформацію у його первинному описі. Згідно з використаним набором даних, еухелоп може бути прирахованим до макронарій, як показали інші дослідження, або традиційно бути за межами Neosauropoda, згрупованим з іншими маменчизавроподібними таксонами. Останній сценарій зробив би маменчизаврів членами Euhelopodidae. Аналізи Секія (2011) та Мура з колегами (2020) не визнали ZDM 0126 сестринським таксоном до голотипу M. hochuanensis, що ставить під сумнів його приналежність до цього виду.
Переопис M. sinocanadorum 2023 р. виявив послідовну сестринську спорідненість між ним і синьцзянським титаном, причому Hudiesaurus й згаданий матеріал M. hochuanensis (ZDM 0126) також виявилися послідовно спорідненими.

## Назва
Mamenchisaurus означає «ящір Маменчі», з китайської піньїнь mǎ (马 «кінь») та mén (门 «ворота»), а chi — транслітерація xī (溪 «потік» або «струмок»), сполучене із суфіксом -saurus (з грецької sauros означає «ящірка»).
Таку назву динозаврові було дано на честь місця, де його скам'янілі залишки були вперше знайдені — будівельний майданчик поряд з Mǎmíngxī (马鸣溪) Ferry Crossing біля річки Jinsha (金沙江, найзахідніша головна притока Янцзи), біля Yibin (宜宾) у провінції Сичуань, Китай. Проте, завдяки тонічній плутанині Янга, назва локації Mǎmíngxī (马鸣溪 «кінне іржання струмка» (?)) була помилково замінена як Mǎménxī (马门溪 «струмок кінських воріт» (?)).
Той факт, що перший екземпляр маменчизавра був викопаний на будівельному майданчику, дозволив Янгу назвати типовий вид Mamenchisaurus constructus, оскільки «будівельний майданчик» по-англійськи — «construction site».

## Роль у масовій культурі
- Маменчизавр зображувався в одній зі сцен фільму «Загублений світ: Парк Юрського періоду», продовженні знаменитого «Парку Юрського періоду».
- Маменчизавр зображувався у мандрівній виставці «Динозаври з Китаю», яка подорожувала Австралією у 2002 році.